# 이라클리오스 왕조 치하의 동로마 제국
이라클리오스 왕조는 610년부터 711년까지 동로마 제국의 왕조였다.
이라클리오스 왕조는 610년에 이라클리오스가 찬탈자 포카스를 타도하고 황제로 즉위하면서 시작되었다. 동로마 제국은 사산 제국과 전쟁을 치르게 되었고, 로마의 동부 영역은 이 전쟁에서 사산 페르시아에게 정복당한 채로 있었다. 10년간의 길고 힘든 전쟁 끝에 이라클리오스는 사산 제국을 격퇴하고 제국의 동부를 수복했으나, 갑작스러운 이슬람의 발흥과 무슬림의 정복전쟁으로 제국의 동부(팔레스타인과 시리아, 이집트)와 아프리카 영토를 잃어버렸다.
이라클리오스의 후임 황제들은 수도로 진격해 오는 무슬림 세력들을 막기 위해 고군분투했다. 이 시기에 붕괴된 동로마 제국의 군대와 행정 제도는 개편되었고, 군관구제의 확립으로 소아시아에서 제국의 영향력이 유지되었다. 그리스어를 공용어로 채택하였으며, 대내외적인 노력으로 향후 800년이나 동로마 제국이 더 존속할 수 있는 기반이 만들어졌다. 그러나 왕조는 비극으로 치닫았고, 유스티니아노스 2세 일가가 처형된 것을 마지막으로 막을 내렸다.

## 로마 제국 황제
- 이라클리오스 (Ηράκλειος, 575 - 641, 610 - 641)

- 콘스탄티노스 3세(Κωνσταντίνος Γ', 612 - 641, 641)
  - 공동황제 이라클로나스(Ηρακλωνάς, 641)

- 콘스탄스 2세 (Κώνστας Β', 641 - 668)

- 콘스탄티노스 4세 (Κωνσταντίνος Δ', 668 - 685)

- 유스티니아노스 2세 (Ιουστινιανός Β' ο Ρινότμητος, 685 - 695)

- 레온티오스 (Λεόντιος, 695 - 698)

- 티베리오스 3세 (Τιβέριος Γ' ο Αψίμαρος, 698 - 705)

- 유스티니아노스 2세 (Ιουστινιανός Β' ο Ρινότμητο, 705 - 711)

## 황실 가계도
| 전임 유스티니아누스 왕조 (518 - 602) | 로마 제국의 왕조 610년 - 711년 | 후임 20년의 무정부기 (711 - 717) |